# Elisabeth Beresford
Elisabeth Beresford (Paris, 6 de agosto de 1926 - 24 de dezembro de 2010) foi um escritora de livros infantis britânica, nascida na França, mais conhecida por criar The Wombles. Nascido em uma família com muitas conexões literárias, ela trabalhou como jornalista, mas não obteve muito sucesso, até que ela criou o Wombles na década de 1960. O tema forte da reciclagem foi particularmente notável, e o Wombles se tornou muito popular entre as crianças em todo o mundo.